# Marele derby
La rivalité entre le Dinamo Bucarest et FCSB oppose les deux principaux clubs de football de Bucarest capitale de la Roumanie. Ces deux clubs ont remporté plus de 40 championnats et plus de 30 coupes. 
Les origines de la rivalité sont politiques. Le Steaua et le Dinamo sont les représentants de deux ministères roumains qui se livrent une lutte d'influence. Le FCSB est créé en 1947 par un ordre du Ministre de la Défense tandis que le Dinamo voit le jour en 1948 sous l'impulsion du Ministère de l'Intérieur.
Même si le bilan des confrontations est l'avantage du Dinamo (49 victoires en championnat pour le Dinamo contre 43 pour le Steaua), le Steaua possède un meilleur palmarès avec notamment la Coupe des clubs champions 1985-1986 et la Supercoupe de l'UEFA 1986. Le FCSB a également remporté plus de titres nationaux que le Dinamo : 58 contre 34.

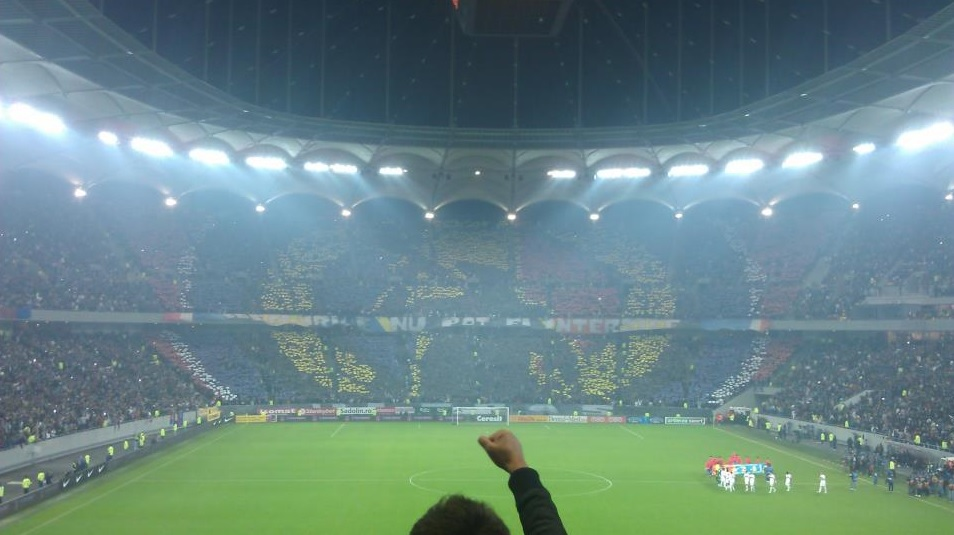
Supporters du FCSB
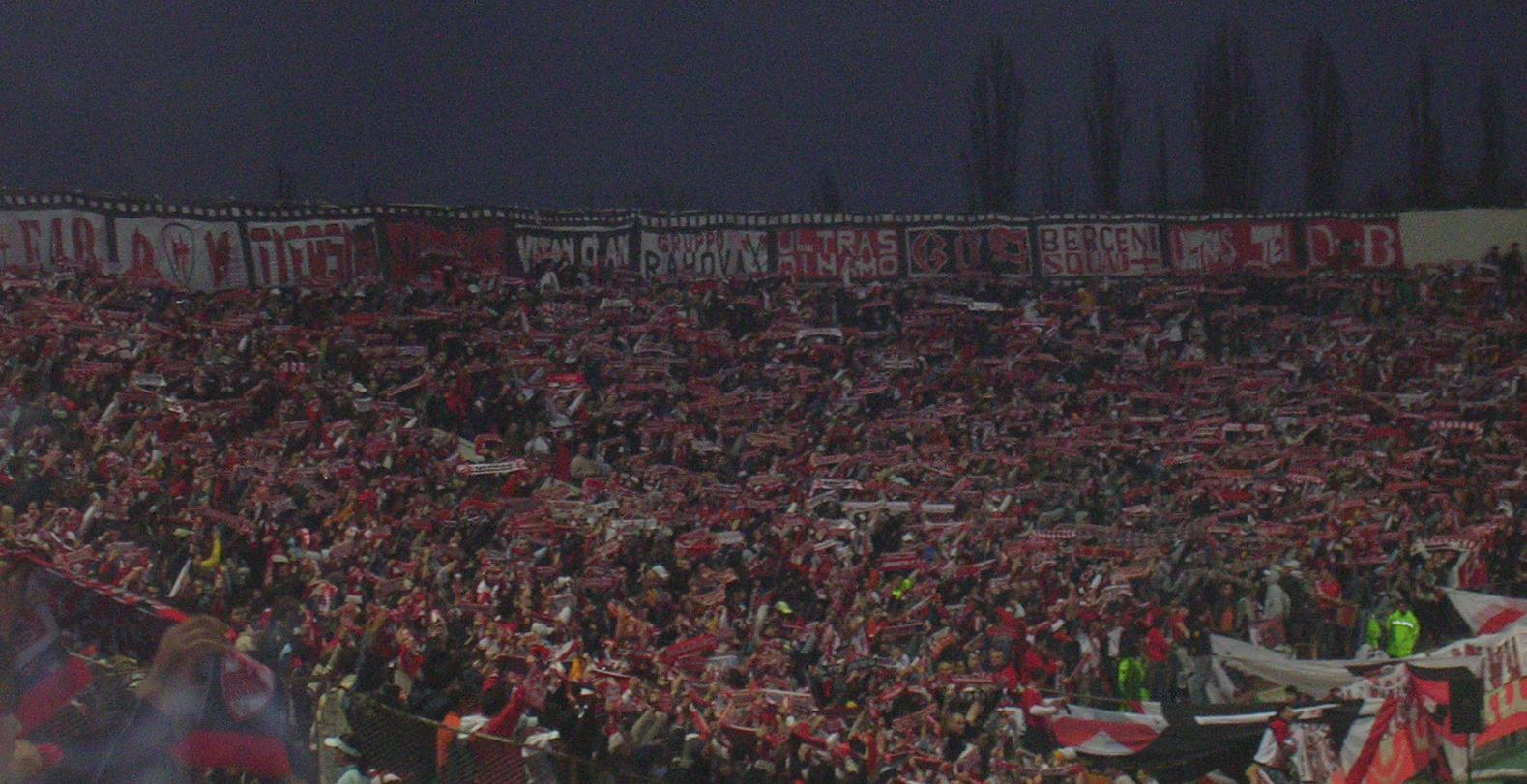
Supporters du Dinamo Bucarest